# Jean-Bernard Duvivier
Pour les articles homonymes, voir Duvivier.
Jean-Bernard Duvivier, né Johannes Bernardus Duvivier le 22 juin 1762 à Bruges et mort le 24 novembre 1837 à Paris, est un peintre, graveur et illustrateur français d’origine flamande.

## Biographie

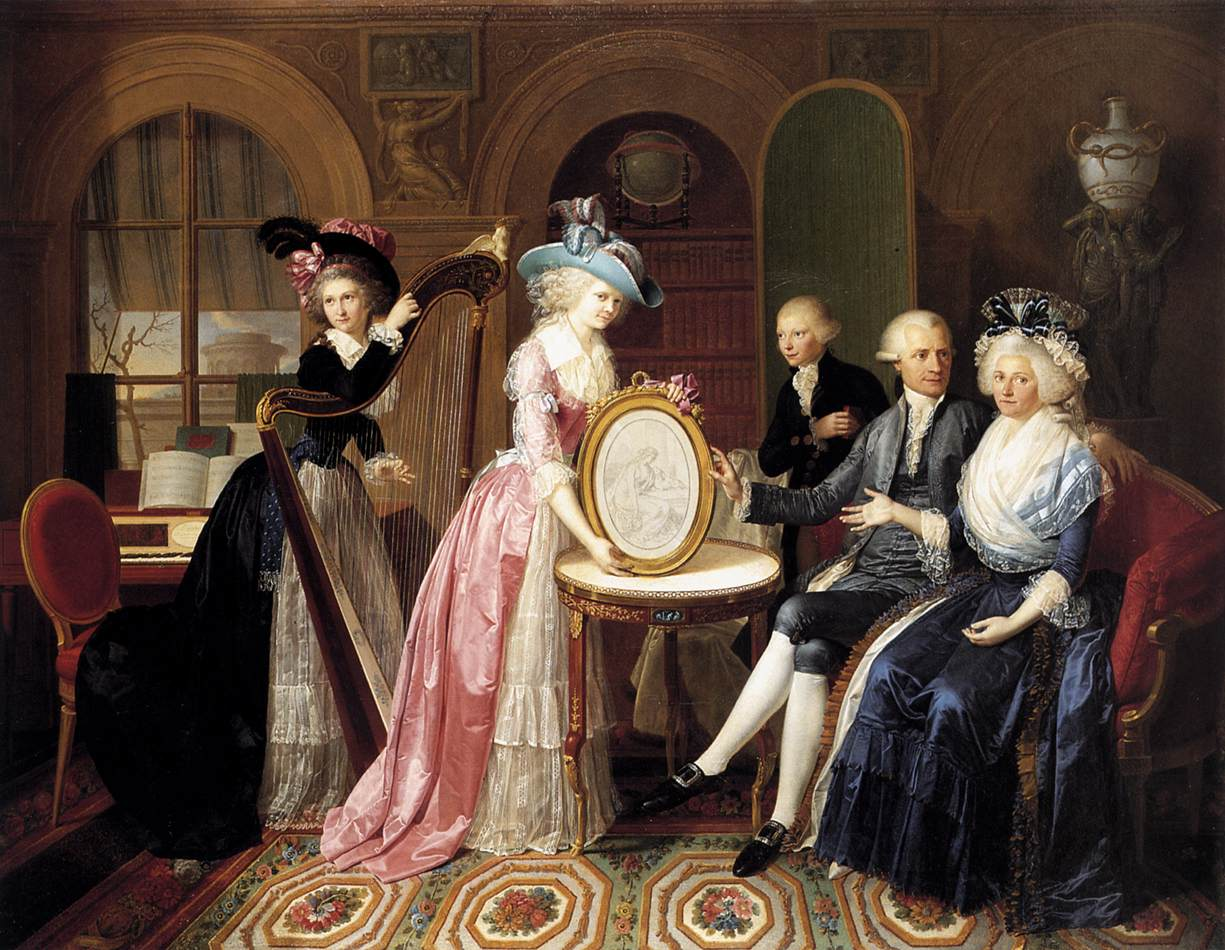
Portrait de la famille Villers (1790), Bruges, musée Groeninge.

Jean-Bernard Duvivier reçut les premiers éléments du dessin dans les leçons d’Hubert de Cock (nl), et continua ses études auprès de Paul de Cock (nl), frère de son premier maître et directeur de l’Académie de Bruges (nl), où il remporta successivement trois premières médailles et le premier prix de dessin d’après nature. Après un début de carrière à Bruges, il partit pour Paris et y poursuivit ses études chez son concitoyen Joseph-Benoît Suvée. Il fut le premier pour les places à l’Académie royale des beaux-arts et, la même année, obtint le premier prix de dessin d’après nature, celui de la figure peinte et de la tête d’expression.
En 1788, ayant remporté le second grand prix de peinture, il partit, en 1789, pour Rome, où il séjourna quatre ans. En 1795, il partit, accompagné du dessinateur André Dutertre, à l’origine des dessins d’après les Chambres de Raphaël, de Norbert Cornelissen, futur secrétaire de l’université de Gand et du peintre Pierre-Charles Dandrillon, dont il devait, par la suite, épouser Ia fille, pour Florence, Bologne, Venise et Milan, où ils séjournèrent jusqu’en 1796, époque à laquelle la Révolution avait pris un caractère plus calme. Étudiant partout les grands maîtres, il se constitua un portefeuille très riche en dessins, qu’il avait en partie conservés.
De retour à Paris après six ans, son tableau d’Hector obtint tellement les faveurs du public, que le Gouvernement accorda au peintre un logement au musée des artistes. Après cette époque, il réalisa un grand nombre de dessins, tant pour des médailles que pour d’autres objets d’arts. Il s’est également essayé à la gravure à l’eau forte et obtint beaucoup de succès dans la gravure au burin, genre auquel il s’adonna plus exclusivement dans sa vieillesse. Gand possède quelques-unes de ses Muses, exécutées d’après sa composition et son dessin réunissant sévérité et noblesse du style. Parmi ses tableaux, on voyait à la maison du Roi à Paris, une Vue de Blacas, près de Moustier, dans les Basses-Alpes ; au ministère de l’Intérieur, la Charité ; au musée des Beaux-Arts de Marseille, un tableau aux figures plus grandes que nature représentant un épisode du roman les Martyrs de Chateaubriand : Cymodocée, fille de Démodocus, prêtre d'Homère, profitant du sommeil de son père, et volant auprès d’Eudore, pour partager avec lui la palme du martyre, encore l’arcadique Hamadryade, sortant de l’arbre qui la revêtait de son écorce et suppliant un jeune chasseur de détourner l’onde rapide qui déracine cet arbre auquel sa vie est attachée, production acquise par l’écrivain Kératry. Le graveur De Ghendt a gravé l’Étude d’après la composition et le dessin de Duvivier.
Duvivier était également professeur à l’École normale de Paris. En 1811, il avait été choisi par la commission de médailles de l’Institut de France pour exécuter les dessins de l’histoire numismatique de Napoléon Ier, travail comportant plusieurs volumes, et qu’il a continué pour l’histoire numismatique de Louis XVIII et Charles X.

## Œuvres

### Peinture

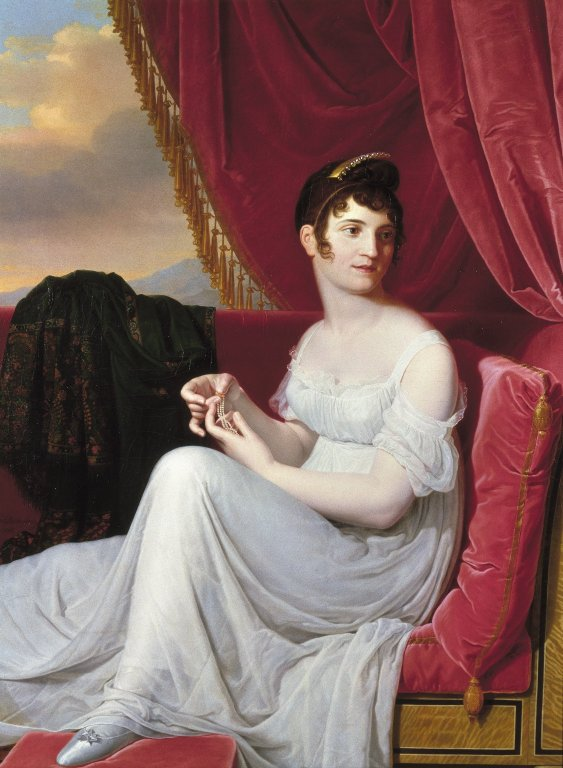
Portrait de Madame Tallien (vers 1806), New York, Brooklyn Museum.

- Portrait de Charles Lauwereyns de Diepenhede, 1782-1783, Bruges, église Notre-Dame-de-la-Poterie.
- Portrait de Jean-Bernard van Zuylen van Nyevelt, 1782-1783, Bruges, église Notre-Dame-de-la-Poterie.
- Portrait d’homme, 1783, Bruges, Groeningemuseum.
- Double portrait de l’archiduchesse Marie Christine et du duc Albert Casimir, 1783, Bruges, Groeningemuseum.
- Académie. Torse, 1784, Paris, École nationale supérieure des beaux-arts.
- Horace tuant sa sœur Camille, dit autrefois le Dernier des Horaces, 1785, Le Mans, musée de Tessé.
- Portrait d’homme dans sa bibliothèque, membre de la famille Bourgeon, 1785, Storrs, University of Connecticut, William Benton Museum of Art (en).
- Cléopâtre capturée par les soldats romains après la mort de Marc-Antoine, 1789, Rochester, Memorial Art Gallery of the University of Rochester.
- Portrait de la famille Villers, 1790, Bruges, Groeningemuseum.
- Portrait de Madame Tallien, vers 1806, New York, Brooklyn Museum.
- Scène de déluge, Besançon, musée des Beaux-Arts et d'Archéologie.
- Portrait du médecin brugeois J. Lambrecht, 1832, Bruges, Groeningemuseum.
- Cymodocée, 1819, Marseille, musée des Beaux-Arts.

### Dessin
- Diverses académies, 1776, 1778, 1780, 1782, 1784, Bruges, Groeningemuseum, Cabinet Steinmetz.
- Admiration satisfaite, 1786, Paris, École nationale supérieure des beaux-arts.
- La Mort de Heracleia, 1790, Bruges, Groeningemuseum, Cabinet Steinmetz.
- Diane rentrant de la chasse, d’après Rubens, 1786-1790, Paris, bibliothèque de l'Institut national d'histoire de l'art.
- L’Allaitement d’Hercule, d’après Le Tintoret, 1786-1790, Paris, bibliothèque de l'Institut national d'histoire de l'art.
- Hector pleuré par les Troyens (esquisse achevée), 1793, Bruxelles, Musées royaux des Beaux-Arts de Belgique.
- Soldat troyen, 1800-1801, Orléans, musée des Beaux-Arts.

### Estampe
- Ex-Libris de Charles van Hulthem, 1806, Bruxelles, Bibliothèque royale.
- Charlotte Corday. Assassinat de Marat, 1817, Paris, département des estampes et de la photographie de la Bibliothèque nationale de France.
- Portrait de la duchesse de Berry et ses deux enfants, 1821, Paris, département des estampes et de la photographie de la Bibliothèque nationale de France.

### Illustration d'ouvrage
- Jacques Couché et al., Galerie du Palais Royal gravée d’après les Tableaux des différentes écoles qui la composent, avec un abrégé de la Vie des Peintres et une description historique de chaque tableau, (par M. l’abbé de Fontenai), vol. 2, Paris, J. Couché et Laporte, 1808.
- Daniel Defoe, La Vie et les aventures de Robinson Crusoë ; traduction revue et corrigée sur la belle édition donnée par Stockdale en 1790, augmentée de la vie de l’auteur qui n’avoit pas encore paru; édition ornée de 19 gravures par Delignon, d’après les dessins originaux de Stothart, d’une carte géographique, et accompagnée d’un vocabulaire de marine, Paris, veuve Pancoucke, an VIII, vol. 3, rééd. Paris, Verdière, 1816.
- Claude Millot, Charles Millon et al., Élémens de l’histoire de France depuis Clovis jusqu’à Louis XV par M. l’abbé Millot… continués jusqu’à la mort de Louis XVI par M. Millon, par M. Delisle de Sales, jusqu’au gouvernement impérial, et par M. A.B… jusqu’à la paix de 1815, dixième édition ornée de figures d’après les dessins de Desenne et Duvivier, Paris, Verdière, 1817.
- Mathieu G. Th. Villenave, Les Métamorphoses d’Ovide, traduction nouvelle, avec le texte latin, suivie d’une analyse, de l’explication des fables, de notes géographiques, historiques, mythologiques et critiques par M. G. T. `, ornée de gravures d ‘après les dessins de MM. Lebarbier, Monsiau et Moreau , vol. 4, Paris, F. Gay, 1820-1822.
- François de Ligny, Vie de Notre Seigneur Jésus-Christ tiré des quatre Évangiles, Limoges-Paris, Librairie des Bons Livres, 1841 et 1852 (posthume).